# Gamvik
Gamvikⓘ (en sami septentrional: Gáŋgaviika) es un municipio en la provincia de Finnmark, Noruega. El centro administrativo del municipio se encuentra en la villa de Mehamn. Las otras villas importantes en el municipio de Gamvik son Gamvik y Skjånes. 
La mayoría de la población vive en la villa de Mehamn (unos 700 habitantes), la cual posee un aeropuerto y es también un puerto de los barcos costeros hurtigruten. El faro de Slettnes cerca de la villa de Gamvik es el faro que se encuentra más al norte de todos los faros en Europa continental. Nervei y Langfjordbotn son dos villa sumamente pequeñas en el sur de Gamvik a las que solo se puede acceder en barco. Finnkongkeila es una villa abandonada en el Tanafjorden.

## Clima
| Parámetros climáticos promedio de Faro de Slettnes | Parámetros climáticos promedio de Faro de Slettnes | Parámetros climáticos promedio de Faro de Slettnes | Parámetros climáticos promedio de Faro de Slettnes | Parámetros climáticos promedio de Faro de Slettnes | Parámetros climáticos promedio de Faro de Slettnes | Parámetros climáticos promedio de Faro de Slettnes | Parámetros climáticos promedio de Faro de Slettnes | Parámetros climáticos promedio de Faro de Slettnes | Parámetros climáticos promedio de Faro de Slettnes | Parámetros climáticos promedio de Faro de Slettnes | Parámetros climáticos promedio de Faro de Slettnes | Parámetros climáticos promedio de Faro de Slettnes | Parámetros climáticos promedio de Faro de Slettnes |
| Mes                                                | Ene.                                               | Feb.                                               | Mar.                                               | Abr.                                               | May.                                               | Jun.                                               | Jul.                                               | Ago.                                               | Sep.                                               | Oct.                                               | Nov.                                               | Dic.                                               | Anual                                              |
| -------------------------------------------------- | -------------------------------------------------- | -------------------------------------------------- | -------------------------------------------------- | -------------------------------------------------- | -------------------------------------------------- | -------------------------------------------------- | -------------------------------------------------- | -------------------------------------------------- | -------------------------------------------------- | -------------------------------------------------- | -------------------------------------------------- | -------------------------------------------------- | -------------------------------------------------- |
| Temp. máx. media (°C)                              | -1.9                                               | -2.0                                               | -1.1                                               | 1.0                                                | 4.7                                                | 8.7                                                | 11.9                                               | 11.3                                               | 8.7                                                | 4.3                                                | 1.2                                                | -0.8                                               | 3.8                                                |
| Temp. media (°C)                                   | -4.4                                               | -4.5                                               | -3.1                                               | -0.8                                               | 2.8                                                | 6.3                                                | 9.3                                                | 9.2                                                | 6.7                                                | 2.5                                                | -0.9                                               | -3.2                                               | 1.7                                                |
| Temp. mín. media (°C)                              | -7.3                                               | -7.4                                               | -5.8                                               | -3.2                                               | 0.8                                                | 4.3                                                | 7.3                                                | 7.2                                                | 4.7                                                | 0.3                                                | -3.4                                               | -5.9                                               | -0.7                                               |
| Precipitación total (mm)                           | 47                                                 | 37                                                 | 35                                                 | 34                                                 | 36                                                 | 37                                                 | 45                                                 | 46                                                 | 53                                                 | 67                                                 | 56                                                 | 46                                                 | 539                                                |
| Días de precipitaciones (≥ 1 mm)                   | 13.2                                               | 10.7                                               | 10.5                                               | 10.0                                               | 9.5                                                | 9.4                                                | 9.1                                                | 10.4                                               | 13.4                                               | 15.7                                               | 14.4                                               | 13.8                                               | 140.1                                              |
| Fuente: Norwegian Meteorological Institute         |                                                    |                                                    |                                                    |                                                    |                                                    |                                                    |                                                    |                                                    |                                                    |                                                    |                                                    |                                                    |                                                    |